# Skrchov
Skrchov je obec v okrese Blansko v Jihomoravském kraji. Žije zde 131 obyvatel.

## Název
Jméno vesnice bylo odvozeno od osobního jména Skrch (což byla domácká podoba některého jména začínajícího na Skrb-, např. Skrbimír) a znamenalo "Skrchův majetek".

## Historie
První písemná zmínka o obci pochází z roku 1406. Ves náležela panství letovickému, naposledy zde byla připomínána roku 1614, následně pak část obce byla v držení pánů z Lomnice. Od roku 1616 obec disponovala vlastní pečetí, v jejímž pečetním poli se nacházela radlice a krojidlo.

## Obyvatelstvo
| Rok            | 1869 | 1880 | 1890 | 1900 | 1910 | 1921 | 1930 | 1950 | 1961 | 1970 | 1980 | 1991 | 2001 | 2011 | 2021 |
| -------------- | ---- | ---- | ---- | ---- | ---- | ---- | ---- | ---- | ---- | ---- | ---- | ---- | ---- | ---- | ---- |
| Počet obyvatel | 249  | 208  | 235  | 288  | 288  | 283  | 262  | 211  | 233  | 144  | 131  | 127  | 102  | 99   | 116  |
| Počet domů     | 37   | 40   | 37   | 40   | 42   | 44   | 50   | 54   | 57   | 43   | 31   | 53   | 44   | 43   | 45   |

## Obecní správa
Mezi lety 1850–1880 Skrchov patřil jako osada obce k Dolnímu Smržovu v okrese Boskovice. V letech 1890–1985 byl obcí v okrese Boskovice (1890–1950) a později v okrese Blansko. Od 1. ledna 1986 do 30. června 1990 patřil jako část města k Letovicím a od 1. července 1990 je opět samostatnou obcí, ale Dolní Smržov již zůstal součástí Letovic. Součástí obce byl v letech 1960–1986 také Dolní Smržov s osadou Bahna.

### Obecní symboly
Znak a vlajka byly obci uděleny rozhodnutím předsedy Poslanecké sněmovny Parlamentu České republiky dne 21. září 2005.

## Pamětihodnosti
- Zvonička z roku 1850